# Libero Simonatti
Libero Simonatti, meglio conosciuto come Liberino (Pistoia, 11 gennaio 1909 – Pistoia, 23 dicembre 1980), è stato un calciatore italiano, di ruolo centrocampista.

## Carriera
Debutta in massima serie con la Pistoiese nel 1928-1929, disputando con i toscani 5 partite in Divisione Nazionale ed altre 15 partite nei tre successivi campionati di Serie B.